# 21 Plus
21 Plus ist ein kosovarischer Fernsehsender mit Firmensitz in Priština. Der Sender ist Bestandteil des Medienkonzerns RTV 21. Das Fernsehprogramm 21 Plus kann auch über Satellit empfangen werden.

## Geschichte
21 Plus geht auf den Hörfunksender Radio 21 zurück, der am 11. Mai 1998 erstmals über Internet verbreitet wurde. Aufgrund von aufsteigender Popularität wurden daraufhin 5 Fernsehsender gegründet, unter ihnen auch 21 Plus.

## Programm
Bei 21 Plus kann man vor allem moderne Musik hören, Reality-Shows sehen und für seinen favorisierten Song abstimmen.